# Terroir
Terroir é uma palavra francesa (pron.: [tɛʀwa:ʀ]) que designa 'uma extensão de terra cultivada' ou o conjunto das terras exploradas por uma comunidade rural.

## Etimologia
O termo deriva do latim vulgar terratorium — este, por sua vez, proveniente do latim clássico territorium, que significa 'área de uma circunscrição política'. Em francês, terroir refere-se a uma extensão limitada de terra considerada do ponto de vista de sua aptidão à agricultura e, particularmente, à produção vitícola. Pode também designar um terreno dotado de certa homogeneidade física, seja decorrente de atributos naturais (geológicas, topográficas, edáficas, climáticas, microclimáticas etc.), seja resultante de intervenção antrópica (canais de drenagem, canais de irrigação, terraços etc.). Tais características podem coincidir com as terras de uma dada propriedade rural (ou de um dado produtor), que, por isso, são consideradas aptas a fornecer determinados produtos agrícolas, cujas características podem ser muito específicas ou muito especiais. Por exemplo, chama-se vin du terroir um vinho cujo gosto, perfume e sabor particulares se devem à natureza do solo do lugar onde é cultivada a vinha que lhe deu origem. Usa-se também a expressão "produtos do terroir" para designar os produtos próprios de uma área de produção específica, relativamente reduzida e bem delimitada.
Na ampliação da geografia francesa, terroir é um conceito cultural e identitário, referente ao conjunto de terras exploradas por uma coletividade rural constituída por relações familiares, tradições comuns e laços de solidariedade.